# Eilema peluri
Eilema peluri là một loài bướm đêm thuộc phân họ Arctiinae, họ Erebidae.